# ʻ

オキナ。ʻŌlelo Hawaiʻi（ハワイ語で「ハワイ語」）に2つのオキナが使われている。比較のため、全体をシングルクォーテーションマークで囲んでいる。

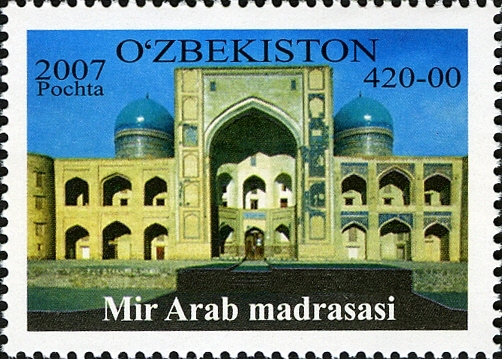
ウズベキスタンの切手。国名表示 OʻZBEKISTON に Oʻ が使われている。

ʻ は、いくつかの言語の表記体系で使われるラテン文字または記号である。Unicodeコードポイントと名称は U+02BB modifier letter turned comma。
- ポリネシア諸語のいくつかの言語（ハワイ語・タヒチ語など）では、声門閉鎖音 [ʔ] を表す文字である。ハワイ語での名称 オキナ（ʻokina ッオキナ）で知られるが、各言語ごとに呼び名は異なる。
- ウズベク語のラテン文字表記では、O または G の右につけて新しい母音字 Oʻ と Gʻ を作る記号である[1]。

このほか、セム語派のいくつかの言語（アラビア語・ヘブライ語など）のラテン文字転記で、有声咽頭摩擦音 [ʕ] を表す、すなわち文字アインの転記に使うことがある。しかしこの用途にはこの文字ではなく「U+02BF ʿ modifier letter left half ring」が好ましい。なお、この文字は（ポリネシア諸語のように）声門閉鎖音ではなく、声門閉鎖音のための文字は左右反転（あるいは180°回転）した「U+02BE ʾ modifier letter right half ring」である。

## ポリネシア諸語

### 名称
| 言語                     | 地域       | 名称       | カナ                       | 補足                  |
| ------------------------ | ---------- | ---------- | -------------------------- | --------------------- |
| ハワイ語                 | ハワイ     | ʻokina     | オキナ（ッオキナ）         |                       |
| ハワイ語                 | ハワイ     | ʻuʻina     | ウイナ（ッウッイナ）       | オキナより古い名称    |
| タヒチ語                 | タヒチ     | ʻeta       | エタ（ッエタ）             |                       |
| サモア語                 | サモア     | koma liliu | コマ・リリウ               | 意味は「逆さコンマ」  |
| トンガ語                 | トンガ     | fakauʻa    | ファカウア（ファカウッア） |                       |
| ラロトンガ語             | クック諸島 | ʻamata     | アマタ（ッアマタ）         | ハムザ (hamza) の転訛 |
| ウベア語（ウォーリス語） | ウベア島   | fakamoga   | ファカモンガ               | g の発音は /ŋ/        |

### 音韻
ポリネシア諸語の「ʻ」は声門閉鎖音 [ʔ] を表す。
ポリネシア諸語ではこの音は原則として母音の前にのみ現れる。ただしこれは声門閉鎖音の特徴というより、ポリネシア諸語の子音全般の特徴である。特別な子音ではなく語頭にも立ちうるので、「ʻ」で始まる語もある。
日本語への音写では、促音「ッ」が使われる。ただし、音韻としてはほぼ正しいが、1拍充てるのは長すぎで、他の子音と同様に拍の頭で短く発音すべきである。
ポリネシア諸語の多くの言語が声門閉鎖音を有する（例外はマオリ語・ニウエ語など）が、その由来は同じではない。声門閉鎖音はポリネシア祖語にすでに存在し、トンガ語やラパヌイ語にはその音が残っている。しかし、ポリネシア諸語の大半ではその音は消滅した。それらの言語のうち、ハワイ語・タヒチ語・サモア語などでは、別のさまざまな子音が変化して声門閉鎖音になった。したがって、「ʻ」で表される各国語の音は、同じ声門閉鎖音であっても同源ではない。
| 対応       | *ʔ       | *ʔ       | *ʔ         | *k       | *k       | *k *ŋ    | *f *s        | *l *r (*t)      |
|            | 祖語     | トンガ語 | ラパヌイ語 | サモア語 | ハワイ語 | タヒチ語 | ラロトンガ語 | マルケサス語    |
| 女         | *fafine  | fefine   | fafine     |          | wahine   | vahine   | vaʔine       | vehine          |
| 家         | *fale    | fale     | haɾe       | fale     | hale     | faɾe     | ʔaɾe         | haʔe            |
| 星         | *fetuʔu  | fetuʔu   | hetuʔu     | fetuː    | hoːkuː   | fetuː    | ʔeːtuː       | fetuː/hetuː     |
| 空         | *laŋi    | laŋi     | ɾaŋi       | laŋi     | lani     | ɾaʔi     | ɾaŋi         | ʔaki            |
| 親         | *matuʔa  | maːtuʔa  | matuʔa     | metua    | makua    | metua    | matua        | motua           |
| 2          | *rua     | ua       | ɾua        | lua      | lua      | ɾua      | ɾua          | ʔua             |
| 故郷       | *sawaiki |          |            | savaiʔi  | hawaiʔi  | havaiʔi  | ʔavaiki      | havaiki         |
| タンガロア | *taŋaloa | taŋaloa  | taŋaɾoa    | taŋaloa  | kanaloa  | taʔaɾoa  | taŋaɾoa      | tanaʔoa/takaʔoa |
| 男         | *taŋata  | taŋata   | taŋata     | taŋata   | kanaka   | taʔata   | taŋata       | ʔenata          |
| 北風       |          | tokelau  | tokeɾau    | toʔelau  | koʔolau  | toʔeɾau  | tokeɾau      | tokoʔau         |

1. ↑  その言語の /ʔ/ に対応する祖語の音素。語彙の対応からの逆算であり、全てではないかもしれない。
2. ↑  「*」は音の一部ではなく、史料で確認できていない推定形であることを示す。
3. ↑  ポリネシア神話の神の名。

### 字形

垂直アポストロフィ。

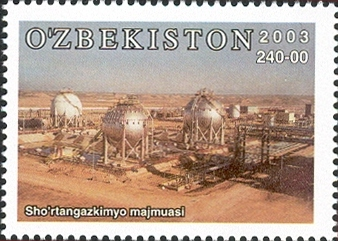
ウズベキスタンの切手。垂直な「ʻ」が使われている。

「ʻ」の字形は、ローマン体では、アポストロフィ「'」やコンマ「,」のような数字の「9」字形ではなく、「6」字形である。
すなわち、左シングルクォーテーションマーク「‘」と同形である。ただしレンダラーによっては、クォーテーションマークとは大きさや位置が少し異なる（右上図参照）。
ASCII文字しか使えないときは、（半角）アポストロフィ U+0027 ' apostrophe を使う。この場合、アポストロフィの字形に伴い、様々な字形になる。
タヒチ語のエタ（ʻeta ッエタ）の字形は、標準化が進んでおらず一定しない。タヒチアカデミー (l'Académie tahitienne) はウェブサイトで、文字コードではアポストロフィ、画像では垂直アポストロフィを用いている。

### 大文字
オキナに大文字・小文字の区別はない。
オキナで始まる単語をタイトルケース（頭文字だけ大文字）で書く場合は、オキナの次の字が大文字になる（例: ʻOkina）。

### ソート順
オキナは文字としてはアルファベット順で最後だが、語をアルファベット順に並べるとき、オキナは無視される（例: aa → ae → aʻe）。

### ラーポト式
タヒチ語には複数の正書法があるが、非標準なものの中で比較的普及しているラーポト式 (Raapoto) では、エタを使わず、直後の母音字にグレーヴ・アクセントをつける。ただし、タヒチ語には（ポリネシア語共通の特徴として）母音の長短の区別があり長母音はマクロン（カハコー）で表すが、「声門閉鎖音+長母音」はアクセント記号を重ねずにサーカムフレックスを使う。
| 母音              | 母音       | 母音       | a  | e  | i  | o  | u  | ā  | ē  | ī  | ō  | ū  |
| 声門閉鎖音 + 母音 | エタ       | U+0027     | 'a | 'e | 'i | 'o | 'u | 'ā | 'ē | 'ī | 'ō | 'ū |
| 声門閉鎖音 + 母音 | エタ       | U+02BB     | ʻa | ʻe | ʻi | ʻo | ʻu | ʻā | ʻē | ʻī | ʻō | ʻū |
| 声門閉鎖音 + 母音 | ラーポト式 | ラーポト式 | à  | è  | ì  | ò  | ù  | â  | ê  | î  | ô  | û  |

1. ↑  ここで表示されるアポストロフィの字形はレンダラーによるが、垂直に書かれるのがタヒチ語では標準的である。

## ウズベク語
ウズベク語の「ʻ」は独立した文字ではなく、直前のラテン文字と合わせて1文字をなす。

### 音韻
「ʻ」をつけた文字は、元の文字と少し異なる音を表す。これらには、1929年に最初に導入されたラテン文字表記（ヤンガリフ式 Yañalif）や1940年に導入されたキリル文字表記では、明確に異なる文字が割り当てられていた。
| ラテン | キリル | ヤンガリフ | 名称 | カナ      | IPA     | 音荷の名                          |
| ------ | ------ | ---------- | ---- | --------- | ------- | --------------------------------- |
| G g    | Г г    | G g        | ge   | ゲー      | /ɡ/     | 有声軟口蓋閉鎖音                  |
| O o    | О о    | O o        | o    | オー/アー | /ɔ/ /ɒ/ | 円唇後舌半広母音 円唇後舌広母音   |
| Gʻ gʻ  | Ғ ғ    | Ƣ ƣ        | gʻe  | ゲー      | /ɣ/ /ʁ/ | 有声軟口蓋摩擦音 有声口蓋垂摩擦音 |
| Oʻ oʻ  | Ў ў    | Ɵ ɵ        | oʻ   | オー/ウー | /o/ /ø/ | 円唇後舌中狭母音 円唇前舌半狭母音 |

Oʻ oʻ は O o より少し狭い母音である。カナで無理に区別するなら O o は「アっぽいオ」、Oʻ oʻ は「ウっぽいオ」であり、たとえば国名の Oʻzbekiston は「ウズベキスタン」である。
Gʻ gʻ は、大まかに言えば閉鎖音 G g /ɡ/ に対する摩擦音 /ɣ/ であるが、厳密に言えば、調音位置が後にずれた後部軟口蓋音 (post-velar)、あるいは言い換えると、[ɣ] と [ʁ] の中間的な音である。同源の類似音を持つトルコ語族の言語として、アゼルバイジャン語の Ğ ğ /ɣ/ やウイグル語の GH Gh gh /ʁ/ がある。

### 字形
「6」字形のほか、垂直な字形も使われる。

## 符号位置
| 記号 | Unicode | JIS X 0213 | 文字参照       | 名称                         |
| ---- | ------- | ---------- | -------------- | ---------------------------- |
| '    | U+0027  |            | &#x27; &#39;   | アポストロフィ               |
| ʻ    | U+02BB  |            | &#x2BB; &#699; | modifier letter turned comma |